# Takanori Nagase
Takanori Nagase (jap. 永瀬貴規 Nagase Takanori; ur. 14 października 1993) – japoński judoka. Złoty medalista olimpijski z Tokio (2020) oraz Paryża (2024) i brązowy w Río de Janeiro 2016. Walczył w wadze półśredniej.
Złoty medalista mistrzostw świata w 2015; brązowy w 2022 i 2023; piąty w 2014. Uczestnik zawodów w 2017. Startował w Pucharze Świata w 2014, 2015, 2017, 2022 i 2023 roku. Mistrz uniwersjady w 2013 roku.

## Letnie Igrzyska Olimpijskie 2016
| Konkurencja | Eliminacje              | Eliminacje           | Eliminacje          | Repasaże                       | o 3 miejsce                   | Klas. końcowa |
| Konkurencja | Przeciwnik I            | Przeciwnik II        | Przeciwnik III      | Przeciwnik I                   | Przeciwnik I                  | Miejsce       |
| ----------- | ----------------------- | -------------------- | ------------------- | ------------------------------ | ----------------------------- | ------------- |
| 81 kg       | László Csoknyai (HUN) Z | Paul Kibikai (GAB) Z | Sergiu Toma (UAE) P | Antoine Valois-Fortier (CAN) Z | Awtandil Czrikiszwili (GEO) Z | 3.            |